# Victoria Hudson
Pour les articles homonymes, voir Hudson.
Victoria Hudson, née le 28 mai 1996, est une athlète autrichienne, spécialiste du lancer du javelot.

## Biographie
Elle s'incline au stade des qualifications lors des championnats du monde 2019 et des Jeux olympiques de 2020.
En 2023, Victoria Hudson remporte la médaille de bronze des championnats d'Europe par équipes à Chorzów, puis se classe 5e des championnats du monde à Budapest, avec un lancer de 62,92 m.
Le 22 mai 2024 à Eisenstadt, elle établit un nouveau record d'Autriche avec 66,06 m, puis remporte les Championnats d'Europe de Rome le 11 juin avec un jet à 64,62 m. Elle est la première Autrichienne titrée depuis Ilona Gusenbauer en 1972.

## Palmarès
| Date | Compétition                       | Lieu     | Résultat | Marque  |
| ---- | --------------------------------- | -------- | -------- | ------- |
| 2023 | Championnats d'Europe par équipes | Chorzów  | 3e       | 60,27 m |
| 2023 | Championnats du monde             | Budapest | 5e       | 62,92 m |
| 2024 | Championnats d'Europe             | Rome     | 1re      | 64,62 m |

## Records
| Épreuve           | Marque       | Lieu       | Date        |
| ----------------- | ------------ | ---------- | ----------- |
| Lancer du javelot | 66,06 m (NR) | Eisenstadt | 22 mai 2024 |